# Lijst van voetbalinterlands Slovenië - Tunesië
Deze lijst van voetbalinterlands is een overzicht van alle officiële voetbalwedstrijden tussen de nationale teams van Slovenië en Tunesië. De landen speelden tot op heden twee keer tegen elkaar. Het eerste duel betrof een vriendschappelijke wedstrijd, gespeeld op 10 februari 1994 in Ta' Qali (Malta). De laatste ontmoeting, eveneens een vriendschappelijke wedstrijd, vond plaats in Ljubljana op 17 april 2002.

## Wedstrijden
| № | Plaats    | Datum            | Competitie        | Wedstrijd          | Uitslag |
| - | --------- | ---------------- | ----------------- | ------------------ | ------- |
| 1 | Ta' Qali  | 10 februari 1994 | Vriendschappelijk | Tunesië – Slovenië | 2 – 2   |
| 2 | Ljubljana | 17 april 2002    | Vriendschappelijk | Slovenië – Tunesië | 1 – 0   |

## Samenvatting
| Competitie        | Totaal gespeeld | Winst Slovenië | Gelijk | Winst Tunesië | Doelsaldo Slovenië – Tunesië |
| ----------------- | --------------- | -------------- | ------ | ------------- | ---------------------------- |
| Vriendschappelijk | 2               | 1              | 1      | 0             | 3 − 2                        |
| Totaal            | 2               | 1              | 1      | 0             | 3 − 2                        |

## Details

### Eerste ontmoeting
De eerste ontmoeting tussen de nationale voetbalploegen van Slovenië en Tunesië vond plaats op 10 februari 1994 tijdens het Malta Toernooi. Het duel, bijgewoond door 2.000 toeschouwers, werd gespeeld in het Ta' Qali Stadium in Ta' Qali (Malta), en stond onder leiding van scheidsrechter Alfred Micallef uit Malta. Hij deelde drie gele kaarten uit. Bij de Slovenen maakte verdediger Franc Cifer (Murska Sobota) zijn debuut voor de nationale ploeg.
| Tunesië | 2 – 2        | Slovenië |
| Ayedi Hamrouni 40' Ahmed Souissi 66' (pen.) | goals        | 35' Alfred Jermaniš 51' Peter Binkovski |
| Youssef Zouaoui | bondscoach   | Zdenko Verdenik |
| Chokri El Ouaer Tarek Thabet Mounik Boukadida Mohamed Ali Mahjoubi Ahmed Souissi Imed Mizouri Samir Sellimi Sirajeddine Chihi Skander Souayeh 46' Ayadi Hamrouni Adel Sellimi | opstellingen | Boško Boškovič Marinko Galič Andrej Poljšak Franc Cifer Robert Englaro Srečko Katanec 46' Alfred Jermaniš 52' Janez Pate 75' Zlatko Zahovič Matjaž Florjančič Primož Gliha |
| Jameleddine Limam 46' | wissels      | 46' Peter Binkovski 52' Samir Zulič 75' Mladen Rudonja |
| | gele kaarten | 55' Marinko Galič |

### Tweede ontmoeting
De tweede ontmoeting tussen de nationale voetbalploegen van Slovenië en Tunesië vond plaats op 17 april 2002. Het vriendschappelijke duel, bijgewoond door 5.500 toeschouwers, werd gespeeld in het Centralni Stadion za Bežigradom in Ljubljana, en stond onder leiding van scheidsrechter Edo Trivković uit Kroatië. Hij deelde drie gele kaarten uit.
| Slovenië | 1 – 0        | Tunesië |
| Miran Pavlin 23' | goals        | |
| Srečko Katanec | bondscoach   | Ammar Souayeh |
| Mladen Dabanovič Marinko Galič Aleksander Knavs 46' Muamer Vugdalič Amir Karič Aleš Čeh Miran Pavlin 75' Saša Gajser Zlatko Zahovič 64' Mladen Rudonja Milan Osterc 46' | opstellingen | Hassen Bejaoui 82' Khaled Badra Radhi Jaïdi 58' Tarek Thabet 58' Zied Jaziri Riadh Bouazizi Ahmed Hammi 77' Zoubeir Beya 66' Emir Mkademi 46' Imed Mhedhebi 88' Slim Ben Achour |
| Goran Sankovič 46' Milenko Ačimovič 46' Zoran Pavlovič 64' Senad Tiganj 75'                                                                                             | wissels      | 46' José Clayton 58' Mohamed Mkacher 58' Riadh Jelassi 66' Lassaâd Ouertani 77' Sabri Jaballah 82' Anis Ben Chouikha 88' Imed Ben Younes                                        |
| Amir Karič 80' | gele kaarten | 53' Khaled Badra 90' Imed Ben Younes |

NZS · A-internationals · Bondscoaches · Selecties · Statistieken · Sloveens vrouwenelftal · Olympisch elftal · Slovenië U21 · Slovenië U20 · Slovenië U19 · Slovenië U18 · Slovenië U17 · Slovenië U16
1991 – 1999 ·
2000 – 2009 ·
2010 – 2019 ·
2020 − 2029
EK's: 1996 · 
2000 · 
2004 · 
2008 · 
2012 · 
2016 · 
2020 · 
2024
WK's: 1998 · 
2002 · 
2006 · 
2010 · 
2014 · 
2018 ·
2022
1991 · 
1992 · 
1993 · 
1994 · 
1995 · 
1996 · 
1997 · 
1998 · 
1999 · 
2000 · 
2001 · 
2002 · 
2003 · 
2004 · 
2005 · 
2006 · 
2007 · 
2008 · 
2009 · 
2010 · 
2011 · 
2012 · 
2013 · 
2014 · 
2015 · 
2016 · 
2017 · 
2018 ·
2019 ·
2020 ·
2021 ·
2022 ·
2023 ·
2024
Albanië ·
Algerije ·
Argentinië ·
Armenië ·
Australië ·
Azerbeidzjan ·
België ·
Bosnië en Herzegovina ·
Bulgarije ·
Canada ·
China ·
Colombia ·
Cyprus ·
Denemarken ·
Duitsland ·
Engeland ·
Estland ·
Faeröer ·
 Finland ·
Frankrijk ·
Georgië ·
Ghana ·
Gibraltar ·
Griekenland ·
Honduras ·
Hongarije ·
IJsland ·
Israël ·
Italië ·
Ivoorkust ·
Joegoslavië ·
Kazachstan ·
Kosovo ·
Kroatië ·
Letland ·
Litouwen ·
Luxemburg ·
Malta ·
Mexico ·
Moldavië ·
Montenegro ·
Nederland ·
Nieuw-Zeeland ·
Noord-Ierland ·
Noord-Macedonië ·
Noorwegen ·
Oekraïne ·
Oman ·
Oostenrijk ·
Paraguay ·
Polen ·
Portugal ·
Qatar ·
Roemenië ·
Rusland ·
San Marino ·
Saoedi-Arabië ·
Schotland ·
Servië ·
Servië en Montenegro ·
Slowakije ·
Spanje ·
Trinidad en Tobago ·
Tsjechië ·
Tunesië ·
Turkije · 
Uruguay ·
Verenigde Arabische Emiraten ·
Verenigde Staten ·
Wales ·
Wit-Rusland ·
Zuid-Afrika ·
Zweden ·
Zwitserland
Algerije (2010) · 
Engeland (2010) · 
Paraguay (2002) · 
Spanje (2002) · 
Verenigde Staten (2010) · 
Zuid-Afrika (2002)
FTF · A-internationals · Selecties · Bondscoaches · Tunesisch vrouwenelftal · Olympisch elftal · Tunesië U21 · Tunesië U20 · Tunesië U19 · Tunesië U18 · Tunesië U17
1950 – 1959 · 
1960 – 1969 · 
1970 – 1979 · 
1980 – 1989 · 
1990 – 1999 · 
2000 – 2009 · 
2010 – 2019 ·
2020 − 2029
WK 1978 · 
WK 1998 · 
WK 2002 · 
WK 2006 · 
WK 2018
OS 1960 · 
OS 1988 · 
OS 1996 · 
OS 2004
1957 · 
1958 · 
1959 · 
1960 · 
1961 · 
1962 · 
1963 · 
1964 · 
1965 · 
1966 · 
1967 · 
1968 · 
1969 · 
1970 · 
1971 · 
1972 · 
1973 · 
1974 · 
1975 · 
1976 · 
1977 · 
1978 · 
1979 · 
1980 · 
1981 · 
1982 · 
1983 · 
1984 · 
1985 · 
1986 · 
1987 · 
1988 · 
1989 · 
1990 · 
1991 · 
1992 · 
1993 · 
1994 · 
1995 · 
1996 · 
1997 · 
1998 · 
1999 · 
2000 · 
2001 · 
2002 · 
2003 · 
2004 · 
2005 · 
2006 · 
2007 · 
2008 · 
2009 · 
2010 · 
2011 · 
2012 · 
2013 · 
2014 · 
2015 · 
2016 ·
2017 ·
2018 ·
2019 ·
2020 ·
2021 ·
2022 ·
2023 ·
2024
Algerije ·
Angola ·
Argentinië ·
Australië ·
Bahrein ·
België ·
Benin ·
Bosnië en Herzegovina ·
Botswana ·
Brazilië ·
Bulgarije ·
Burkina Faso ·
Burundi ·
Canada ·
Centraal-Afrikaanse Republiek ·
Chili ·
China ·
Colombia ·
Comoren ·
Congo-Brazzaville ·
Congo-Kinshasa ·
Costa Rica ·
Denemarken ·
Djibouti ·
Duitse Democratische Republiek ·
Duitsland ·
Egypte ·
Engeland ·
Equatoriaal-Guinea ·
Ethiopië ·
Finland ·
Frankrijk ·
Gabon ·
Gambia ·
Georgië ·
Ghana ·
Guinee ·
Ierland ·
IJsland ·
Irak ·
Iran ·
Italië ·
Ivoorkust ·
Japan ·
Joegoslavië ·
Jordanië ·
Kaapverdië ·
Kameroen ·
Kenia ·
Koeweit ·
Kroatië ·
Letland ·
Libanon ·
Liberia ·
Libië ·
Madagaskar ·
Malawi ·
Mali ·
Malta ·
Marokko ·
Mauritanië ·
Mauritius ·
Mexico ·
Mozambique ·
Namibië ·
Nederland ·
Nieuw-Zeeland ·
Niger ·
Nigeria ·
Noorwegen ·
Oeganda ·
Oekraïne ·
Oman ·
Oostenrijk ·
Panama ·
Peru ·
Polen ·
Portugal ·
Qatar ·
Roemenië ·
Rusland ·
Rwanda ·
Saoedi-Arabië ·
Sao Tomé en Principe ·
Senegal ·
Servië en Montenegro ·
Seychellen ·
Sierra Leone ·
Slovenië ·
Soedan ·
Somalië ·
Sovjet-Unie ·
Spanje ·
Swaziland ·
Syrië ·
Tanzania ·
Togo ·
Tsjaad ·
Turkije ·
Uruguay ·
Verenigde Arabische Emiraten ·
Verenigde Staten ·
Wales ·
Wit-Rusland ·
Zambia ·
Zimbabwe ·
Zuid-Afrika ·
Zuid-Jemen ·
Zuid-Korea ·
Zweden ·
Zwitserland
België (2018) ·
Engeland (2018) ·
Oekraïne (2006) ·
Panama (2018) ·
Saoedi-Arabië (2006) · 
Spanje (2006)